# Estadio 12 de Octubre (Villa Krause)
El Estadio 12 de Octubre es un estadio de fútbol ubicado en la ciudad de Villa Krause, San Juan, Argentina. En el estadio juega como local el Club Atlético Unión (Villa Krause); es anualmente sede de las finales de la Liga Sanjuanina. Tiene una capacidad de unos 10 000 espectadores siendo uno de los estadios de fútbol más grandes de Villa Krause.

## Historia
Fue inaugurado el y, originalmente, se le denominó Estadio 12 de Octubre. En 1984 se le dio su nombre actual en referencia a la fecha de fundación del club sanjuanino, pero para los locales, es conocido como «Estadio de 12 de Octubre», debido al nombre del barrio de Villa Krause en el que se ubica y al equipo que hace de local en él.
El estadio de Unión de Villa Krause es también conocido popularmente como «El Fortín».
El predio en donde se asienta el estadio pertenecía al viejo estadio municipal de Rawson, inaugurado en 1918 pero como hipódromo, con pista reglamentaria y dos tribunas.
En la década del 1950 la municipalidad le cede el terreno de la cancha a Boca Villa Krause, uno de los integrantes de la fusión que más adelante creó el club Unión (el otro es Atlético Rawson).